# Keurvorstendom Baden
Het keurvorstendom Baden was een staat in het Heilige Roomse Rijk tussen 1803 en 1806. Keurvorst Karel Frederik was de keurvorst van het keurvorstendom.

## Geschiedenis

### De Reichsdeputationshauptschluss van 1803
Paragraaf 5 van de Reichsdeputationshauptschluss van 25 februari 1803 kende toe aan de markgraaf van Baden voor het verlies van het graafschap Sponheim en de goederen en heerlijkheden in Luxemburg en in de Elzas kreeg het bisdom Konstanz, de resten van de bisdommen Spiers, Bazel en Straatsburg, de van de Palts afkomstige ambten Ladenburg, Bretten en Heidelberg met de steden Heidelberg en Mannheim; de heerlijkheid Lahr (onder de door Baden en Nassau-Usingen afgesproken voorwaarden); de Hessische ambten Lichtenau en Wildstädt; de abdijen Schwarzach, Frauenalb, Allerheiligen, Lichtenthal, Gengenbach, Ettenheim-Münster, Petershausen, Reichenau, Oehringen, de proosdij en het sticht Odenheim en de Salmannsweiler met uitzondering van Ostrach. De rijkssteden Offenburg, Zell am Harmersbach, Gengenbach, Überlingen, Biberach, Pfullendorf en Wimpfen.
- In paragraaf 31 werd de markgraaf de waardigheid van keurvorst toegekend.
- In paragraaf 32 werden de markgraaf twee nieuwe zetels in de raad van vorsten van de Rijksdag toegekend, namelijk een voor Bruchsal als vervanging voor Spiers en een voor Ettenheim als vervanging voor Straatsburg. Samen met de drie oude zetels had Baden nu vijf zetels in de Rijksdag.

In juli 1803 werd een ruilverdrag met het landgraafschap Hessen-Darmstadt gesloten. Baden stond de helft van de voormalige rijksstad Wimpfen de dorpen Hochstätten en Darsberg en het deel van Neckarhausen, dat vroeger deel uitmaakte van het prinsbisdom Spiers

### De Vrede van Pressburg van 1805
Na de Oostenrijkse nederlaag tegen Frankrijk regelde de Vrede van Presburg van 26 december 1805 het volgende:
- volgens artikel 8 kwamen aan Baden: de Breisgau (met uitzondering van de exclaves), de rijkslandvoogdij Ortenau, de stad Konstanz en de commanderij Mainau.
- volgens artikel 15 deed Oostenrijk afstand van de soevereiniteit over Baden.

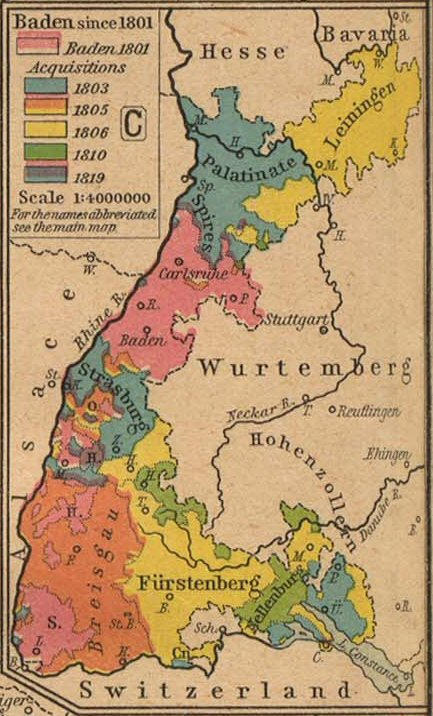
Baden: territoriale uitbreidingen tussen 1801 en 1819

### De Rijnbondakte van 1806
De ondertekening van de Rijnbondakte in 1806 maakte een eind aan het Heilige Roomse Rijk met de bijbehorende keurvorsten. De keurvorst van Baden kreeg de titel Groothertog met het predicaat Koninklijke Hoogheid. 
Zie verder het Groothertogdom Baden